# Silnice I/20 (Slovensko)
Silnice I. třídy 20 (I/20) je silnice I. třídy vedoucí v trase Košice-Prešov. Silnice vznikla rozdělením silnice I/68 na tři samostatné silnice. Oproti původní trase I/68 má opačný směr staničení, tj. z jihu na sever.